# Regiment Grenadiers van Kiëv "Willem III der Nederlanden"
Het Regiment Grenadiers van Kiev nr. 4 was een van de regimenten infanterie van het keizerlijke Russische leger. Het was in de 19e eeuw gebruikelijk dat de vorsten elkaar erekolonel of "Inhaber"(eigenaar) van hun regimenten maakten. De traditie wordt in het Verenigd Koninkrijk nog steeds gevolgd.
Van 1834 tot 1890 was koning Willem III der Nederlanden chef van dit in Kiëv gelegerde regiment. Het was in die periode officieel bekend als "Regiment Grenadiers van Kiev nr. 4 Prins van Oranje" en na 1849 als "Regiment Grenadiers van Kiev nr. 4 Koning der Nederlanden". De Nederlandse koning besteedde geregeld aandacht aan "zijn" regiment. Afgevaardigden van het regiment kwamen hun chef op hoogtijdagen gelukwensen en ook bij begrafenissen condoleren.
Ook bij de uitvaart van Willem III was een delegatie aanwezig. De relatie tussen de Nederlandse koning en Luxemburgse groothertog met dit regiment verklaart het grote aantal onderscheidingen dat om protocolaire redenen steeds aan de officieren en soms aan onderofficieren in het regiment werd toegekend. De koning-groothertog koos meestal voor zijn Luxemburgse Orde van de Eikenkroon. Hij kon zonder ministeriële bemoeienis over de versierselen van deze orde beschikken.